# Отрадненский район
Отрадненский район — административно-территориальная единица и муниципальное образование (муниципальный район) в Краснодарском крае России.
Административный центр — станица Отрадная.

## География
Район расположен на юго-востоке края, граничит: на востоке — со Ставропольским краем, на юге — с Карачаево-Черкесией, на севере и западе — с Новокубанским, Лабинским и Успенским районами Краснодарского края. Общая площадь района составляет 2453,09 км².

## История
Район был образован 2 июня 1924 года в составе Армавирского округа Юго-Восточной области. В его состав вошла часть территории упраздненного Лабинского отдела Кубано-Черноморской области. Первоначально район включал в себя 10 сельских советов: Малотенгинский, Надежненский, Отрадненский, Передовский, Подгорненский, Попутненский, Преградненский, Спокойненский, Спокойносинюхинский, Удобненский.
С 16 ноября 1924 года район в составе Северо-Кавказского края, с 10 января 1934 года — в составе Азово-Черноморского края.
10 июля 1931 года Постановлением Президиума ВЦИК был упразднён Баталпашинский район. При этом Исправненский и Фроловский сельсоветы были переданы в Отрадненский район Северо-Кавказского края.
31 декабря 1934 года в результате разукрупнения из состава территории района были выделены: Спокойненский и Удобненский районы.
С 13 сентября 1937 года Отрадненский район в составе Краснодарского края.
22 августа 1953 года Удобненский район полностью передан в состав Отрадненского района.
28 апреля 1962 года Спокойненский район также полностью передан в состав Отрадненского района.
1 февраля 1963 года был образован Отрадненский сельский район.
В 1993 году была прекращена деятельность сельских Советов, территории сельских администраций преобразованы в сельские округа.
В 2005 году в муниципальном районе в границах сельских округов были образованы 14 сельских поселений.

## Население
| 1939    | 1959    | 1970    | 1979    | 1989    | 2002    | 2006    | 2010    | 2011    |
| ------- | ------- | ------- | ------- | ------- | ------- | ------- | ------- | ------- |
| 34 083  | ↗56 822 | ↗79 017 | ↘67 547 | ↘63 803 | ↗66 734 | ↘65 318 | ↘64 862 | ↘64 821 |
| 2012    | 2013    | 2014    | 2015    | 2016    | 2017    | 2018    | 2019    | 2020    |
| ↘64 468 | ↘64 385 | ↘64 206 | ↗64 445 | ↘64 244 | ↘64 014 | ↘64 001 | ↘63 974 | ↗64 244 |
| 2021    | 2023    | 2025    |         |         |         |         |         |         |
| ↗64 267 | ↘63 529 | ↘62 456 |         |         |         |         |         |         |

Население района на 01.01.2006 года составило 65 318 человек, все — сельские жители. Среди всего населения мужчины составляют — 47,3 %, женщины — 52,7 %. Женского населения фертильного возраста — 16132 человека (46,8 % от общей численности женщин). Дети от 0 до 17 лет — 14238 человек (21,8 % всего населения), взрослых — 51080 человек (78,2 %). В общей численности населения 37696 (57,7 %) — лица трудоспособного возраста, 23,9 % — пенсионеры.
Национальный состав
По переписи населения 2002 года национальный состав был следующим:
| Национальность | Доля   | Численность | Национальность | Доля  | Численность |
| -------------- | ------ | ----------- | -------------- | ----- | ----------- |
| Русские        | 85,9 % | 57301 чел.  | Азербайджанцы  | 0,2 % | 129         |
| Армяне         | 8,8 %  | 5892        | Немцы          | 0,2 % | 128         |
| Украинцы       | 1,4 %  | 911         | Татары         | 0,2 % | 114         |
| Цыгане         | 0,4 %  | 273         | Адыги          | 0,2 % | 104         |
| Белорусы       | 0,3 %  | 213         | Греки          | 0,2 % | 102         |
| Грузины        | 0,3 %  | 170         | Турки          | 0,1 % | 47          |

По итогам переписи населения 2020 года проживали следующие национальности (национальности менее 0,1 % и другое см. в сноске к строке «Другие»):
| Национальность | Численность, чел. | Доля     |
| -------------- | ----------------- | -------- |
| Русские        | 55 080            | 85,70 %  |
| Армяне         | 5889              | 9,16 %   |
| Чеченцы        | 406               | 0,63 %   |
| Цыгане         | 300               | 0,47 %   |
| Аварцы         | 211               | 0,33 %   |
| Украинцы       | 154               | 0,24 %   |
| Грузины        | 133               | 0,21 %   |
| Лезгины        | 116               | 0,18 %   |
| Азербайджанцы  | 113               | 0,18 %   |
| Черкесы        | 70                | 0,11 %   |
| Другие         | 1795              | 2,79 %   |
| Итого          | 64 267            | 100,00 % |

## Административно-муниципальное устройство
В рамках административно-территориального устройства края, Отрадненский район включает 14 сельских округов.
В рамках организации местного самоуправления в Отрадненский район входят 14 муниципальных образований нижнего уровня со статусом сельских поселений:
| №  | Муниципальное образование              | Административный центр   | Количество населённых пунктов | Площадь (км²) | Население (чел.) |
| -- | -------------------------------------- | ------------------------ | ----------------------------- | ------------- | ---------------- |
| 1  | Бесстрашненское сельское поселение     | станица Бесстрашная      | 1                             | 126,90        | ↘501             |
| 2  | Благодарненское сельское поселение     | село Благодарное         | 8                             | 205,40        | ↘4892            |
| 3  | Красногвардейское сельское поселение   | село Гусаровское         | 8                             | 123,08        | ↗2251            |
| 4  | Малотенгинское сельское поселение      | станица Малотенгинская   | 5                             | 129,30        | ↘2062            |
| 5  | Маякское сельское поселение            | посёлок Маяк             | 3                             | 91,94         | ↘515             |
| 6  | Надежненское сельское поселение        | станица Надёжная         | 1                             | 185,36        | ↘1550            |
| 7  | Отрадненское сельское поселение        | станица Отрадная         | 5                             | 229,23        | ↘24 450          |
| 8  | Передовское сельское поселение         | станица Передовая        | 3                             | 298,29        | ↘4320            |
| 9  | Подгорненское сельское поселение       | станица Подгорная        | 1                             | 209,53        | ↘1969            |
| 10 | Подгорносинюхинское сельское поселение | станица Подгорная Синюха | 3                             | 104,88        | ↘969             |
| 11 | Попутненское сельское поселение        | станица Попутная         | 3                             | 185,00        | ↘5949            |
| 12 | Рудьевское сельское поселение          | село Рудь                | 4                             | 118,66        | ↘1268            |
| 13 | Спокойненское сельское поселение       | станица Спокойная        | 2                             | 137,85        | ↘5844            |
| 14 | Удобненское сельское поселение         | станица Удобная          | 10                            | 307,67        | ↘6989            |

## Населённые пункты

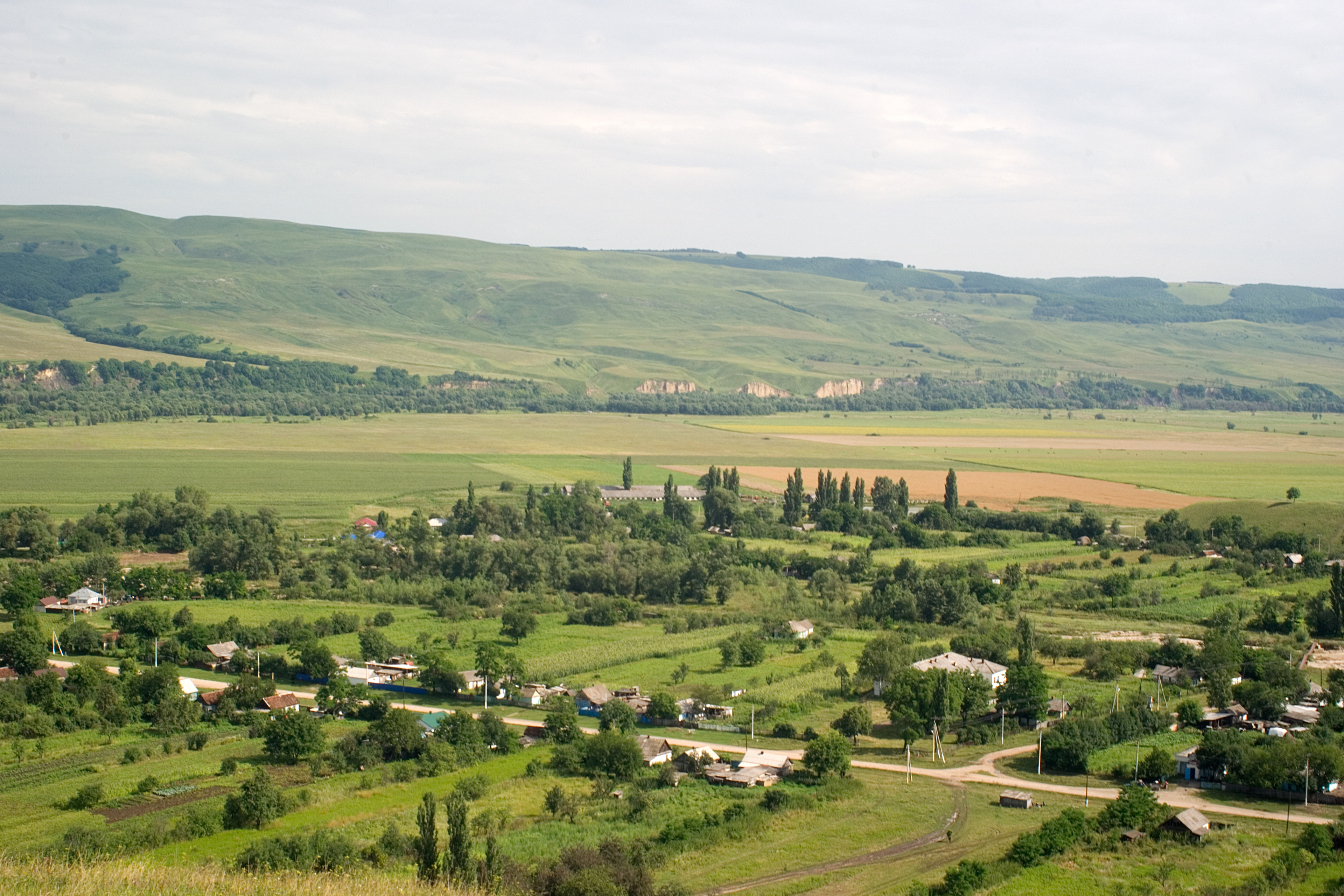
Хутор Ильич

В Отрадненском районе 57 населённых пунктов:
| №  | Населённый пункт    | Тип     | Население | Муниципальное образование              |
| -- | ------------------- | ------- | --------- | -------------------------------------- |
| 1  | Байбарис            | хутор   | ↗9        | Передовское сельское поселение         |
| 2  | Бережиновский       | хутор   | ↘53       | Попутненское сельское поселение        |
| 3  | Бесстрашная         | станица | ↘501      | Бесстрашненское сельское поселение     |
| 4  | Благодарное         | село    | ↘1608     | Благодарненское сельское поселение     |
| 5  | Веселый             | хутор   | ↗14       | Красногвардейское сельское поселение   |
| 6  | Весёлый             | посёлок | ↗74       | Маякское сельское поселение            |
| 7  | Воскресенское       | село    | ↘173      | Благодарненское сельское поселение     |
| 8  | Гоголевский         | хутор   | ↘18       | Красногвардейское сельское поселение   |
| 9  | Гусаровское         | село    | ↗1548     | Красногвардейское сельское поселение   |
| 10 | Донской             | посёлок | ↗64       | Маякское сельское поселение            |
| 11 | Зеленчук Мостовой   | хутор   | ↘307      | Удобненское сельское поселение         |
| 12 | Изобильное          | село    | ↘474      | Рудьевское сельское поселение          |
| 13 | Ильич               | хутор   | ↘225      | Передовское сельское поселение         |
| 14 | Красные Горы        | хутор   | ↘23       | Удобненское сельское поселение         |
| 15 | Кубрань             | хутор   | ↘160      | Благодарненское сельское поселение     |
| 16 | Лазарчук            | хутор   | →241      | Удобненское сельское поселение         |
| 17 | Ленина              | хутор   | ↗203      | Малотенгинское сельское поселение      |
| 18 | Малотенгинская      | станица | ↗1574     | Малотенгинское сельское поселение      |
| 19 | Маяк                | посёлок | ↘367      | Маякское сельское поселение            |
| 20 | Надёжная            | станица | ↘1550     | Надежненское сельское поселение        |
| 21 | Новосинюхинское     | село    | ↗8        | Рудьевское сельское поселение          |
| 22 | Новоурупский        | хутор   | ↘154      | Отрадненское сельское поселение        |
| 23 | Отрадная            | станица | ↘23 041   | Отрадненское сельское поселение        |
| 24 | Отрадо-Солдатский   | хутор   | ↘205      | Отрадненское сельское поселение        |
| 25 | Отрадо-Тенгинский   | посёлок | ↗375      | Спокойненское сельское поселение       |
| 26 | Пенькозавод         | посёлок | ↘1127     | Удобненское сельское поселение         |
| 27 | Передовая           | станица | ↗4102     | Передовское сельское поселение         |
| 28 | Петровское          | село    | ↘794      | Благодарненское сельское поселение     |
| 29 | Пискуновское        | село    | ↗511      | Красногвардейское сельское поселение   |
| 30 | Подгорная           | станица | ↘1969     | Подгорненское сельское поселение       |
| 31 | Подгорная Синюха    | станица | ↘565      | Подгорносинюхинское сельское поселение |
| 32 | Покровский          | хутор   | ↗58       | Отрадненское сельское поселение        |
| 33 | Попутная            | станица | ↗5843     | Попутненское сельское поселение        |
| 34 | Розановский         | хутор   | ↘63       | Красногвардейское сельское поселение   |
| 35 | Романчуков          | хутор   | ↘284      | Удобненское сельское поселение         |
| 36 | Рудь                | село    | ↘741      | Рудьевское сельское поселение          |
| 37 | Садовый             | хутор   | ↘1257     | Отрадненское сельское поселение        |
| 38 | Саньков             | хутор   | ↘128      | Малотенгинское сельское поселение      |
| 39 | Светлый             | посёлок | ↗210      | Благодарненское сельское поселение     |
| 40 | Солдатская Балка    | хутор   | ↗294      | Подгорносинюхинское сельское поселение |
| 41 | Спокойная Синюха    | станица | ↘186      | Подгорносинюхинское сельское поселение |
| 42 | Спокойная           | станица | ↗5499     | Спокойненское сельское поселение       |
| 43 | Столяров            | хутор   | ↘9        | Удобненское сельское поселение         |
| 44 | Стуканов            | хутор   | ↘41       | Удобненское сельское поселение         |
| 45 | Стукановский        | хутор   | ↘48       | Красногвардейское сельское поселение   |
| 46 | Трактовый           | хутор   | ↘130      | Попутненское сельское поселение        |
| 47 | Троицкий            | хутор   | ↘56       | Красногвардейское сельское поселение   |
| 48 | Удобная             | станица | ↘5232     | Удобненское сельское поселение         |
| 49 | Удобно-Зеленчукский | хутор   | ↗54       | Удобненское сельское поселение         |
| 50 | Удобно-Покровский   | хутор   | ↘0        | Малотенгинское сельское поселение      |
| 51 | Улановский          | хутор   | ↘29       | Красногвардейское сельское поселение   |
| 52 | Урупский            | посёлок | ↘1262     | Благодарненское сельское поселение     |
| 53 | Хлопонин            | хутор   | ↘124      | Малотенгинское сельское поселение      |
| 54 | Хорин               | хутор   | ↘223      | Рудьевское сельское поселение          |
| 55 | Чайкин              | хутор   | ↘295      | Благодарненское сельское поселение     |
| 56 | Чехрак              | хутор   | ↘125      | Удобненское сельское поселение         |
| 57 | Южный               | посёлок | ↗354      | Благодарненское сельское поселение     |

## Экономика
На территории Отрадненского района имеется 186 600 га сельскохозяйственных угодий, в том числе пашни 96 200 га. Дальнейшее развитие агропромышленного комплекса района представляется главным образом в повышении эффективности хозяйствования, оптимизации качественных показателей (продуктивности) на предприятиях всех форм собственности как общественного сектора, КФХ, так и ЛПХ.
Промышленный потенциал района в основном состоит из средних и мелких промышленных производителей, ориентированных на производство мебели, оказание коммунальных услуг и переработку сельскохозяйственной продукции.

## Известные люди
- Бойко, Иван Николаевич — русский советский писатель.
- Петр Фёдорович Головин(16.02.1907 — ?) — комбайнёр МТС имени Кирова Отрадненского района Краснодарского края. Герой Социалистического Труда (27.02.1951)[36].
- Дамаев, Василий Петрович (1878—1932) — оперный певец.
- Жигайлов Алексей Николаевич (1936 −2014) — ветеран «ИТАР-ТАСС», Заслуженный журналист Кубани, Войсковой старшина Союза казаков России, почетный житель Отрадненского района.
- Кандыбин, Василий Трофимович — активный участник Гражданской войны, комиссар бригады И. А. Кочубея.
- Капустин, Борис Владиславович — советский лётчик.
- Лавриненко, Дмитрий Фёдорович — советский танковый ас, гвардии старший лейтенант, Герой Советского Союза, наиболее результативный танкист Красной Армии, родился в станице Бесстрашной.
- Мастепанов, Сергей Данилович — паремиолог с мировым именем.
- Мордюкова, Нонна Викторовна — великая советская киноактриса, народная артистка СССР. В 1942—1943 в годы фашистской оккупации скрывалась на хуторе Труболет (Ново-Урупский) Отрадненского района, а в 1943—1944 с семьёй жила в Отрадной[37].
- Немченко, Гарий Леонтьевич — русский советский писатель.
- Придиус, Пётр Ефимович — русский советский писатель.
- Филиппов, Станислав Кириллович — русский советский журналист и писатель.